# Gestreepte daggekko
De gestreepte daggekko (Phelsuma lineata) is een hagedis die behoort tot de gekko's, het is een van de soorten madagaskardaggekko's uit het geslacht Phelsuma.

## Naam en indeling
De wetenschappelijke naam van de soort werd voor het eerst voorgesteld door John Edward Gray in 1842. Later werd de wetenschappelijke naam Phelsuma lineatum gebruikt. De soortaanduiding lineata betekent vrij vertaald 'gestreept'.

## Uiterlijke kenmerken
Deze gekko bereikt een totale lichaamslengte inclusief staart tot ongeveer 14,5 centimeter. Sommige ondersoorten blijven wat kleiner, Phelsuma lineata lineata wordt tot elf cm lang. De basiskleur is felgroen, met een oranje vage vlek op de rug, een blauwe staart en een V-vormige azuurblauwe vlek op de neus. De naam is te danken aan de donkerbruine onderzijden van de flanken met daaronder een heldere gele streep. De buik is wit van kleur, de mannetjes hebben intensere kleuren dan de vrouwtjes.

## Levenswijze

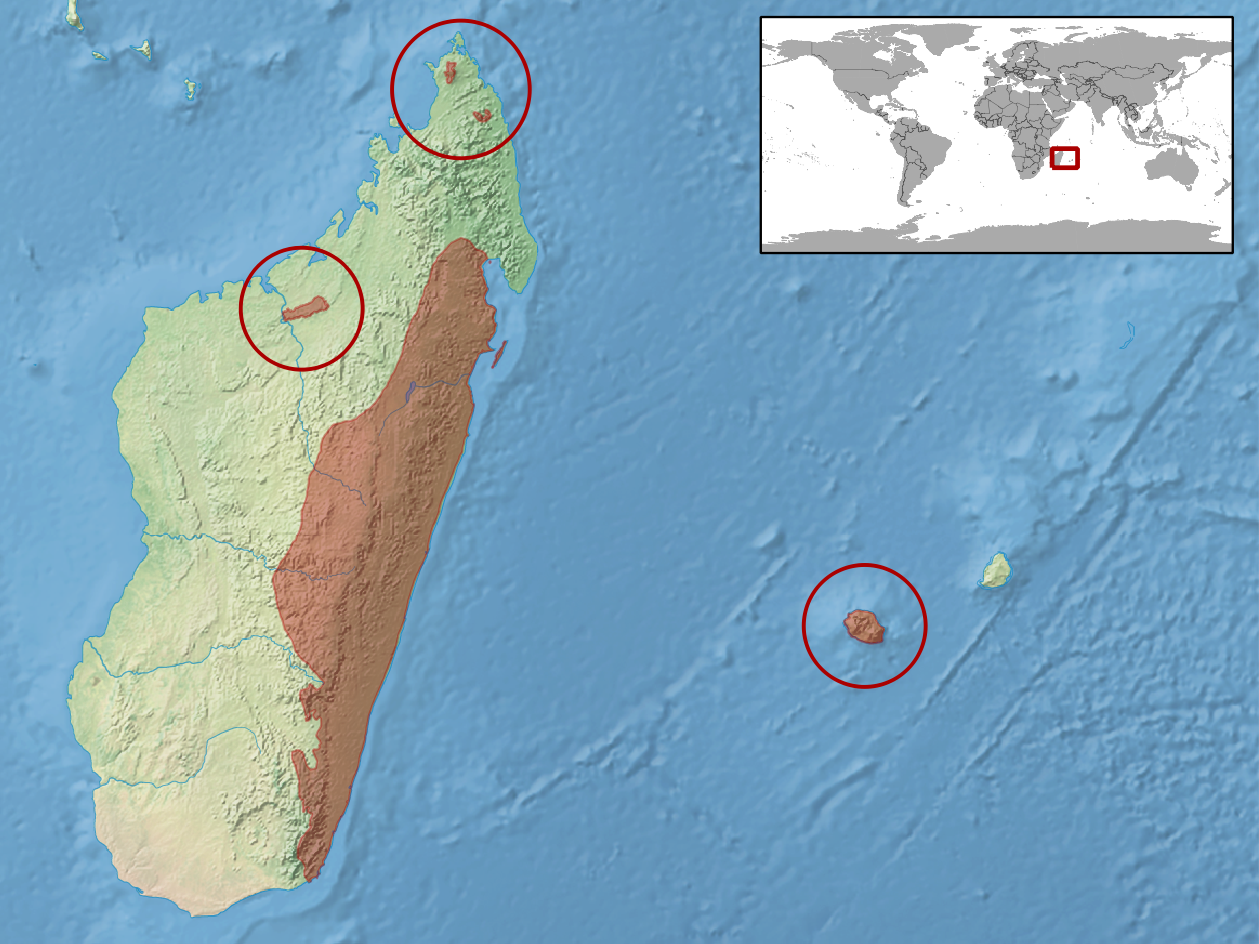
Verspreidingsgebied in het rood.

De gestreepte daggekko komt endemisch voor op het Afrikaanse eiland Madagaskar. De habitat bestaat uit vochtige warme bossen met veel planten en schuilmogelijkheden, in de buurt van water. Het is een goede klimmer die op boomstammen kan rennen en vooral vliegen, krekels en andere ongewervelden eet, maar ook fruit en nectar. De gekko schuwt de mens niet en komt veel voor in bananenplantages en boomkwekerijen.
De vrouwtjes zetten eieren af dit zijn er steeds twee per legsel. Ze kan echter het gehele jaar door eieren produceren, ongeveer elke vier weken. De eitjes zijn klein en wit en hebben een harde schaal. De jongen komen na ongeveer zes weken uit en zijn na zse tot negen maanden volwassen. Ze hebben vele vijanden zoals ongewervelden, andere hagedissen zoals kameleons en zelfs grotere soortgenoten.

## Verspreiding en habitat
De soort komt voor in delen van Afrika en leeft endemisch in Madagaskar. De habitat bestaat uit vochtige tropische en subtropische scrublands. Ook in door de mens aangepaste streken zoals plantages, landelijke tuinen, stedelijke gebieden en aangetaste bossen kan de hagedis worden gevonden. De soort is aangetroffen op een hoogte van ongeveer 750 tot 1350 meter boven zeeniveau.

## Beschermingsstatus
Door de internationale natuurbeschermingsorganisatie IUCN is de beschermingsstatus 'veilig' toegewezen (Least Concern of LC).

## Ondersoorten
De soort wordt verdeeld in vier ondersoorten die onderstaand zijn weergegeven, met de auteur en het verspreidingsgebied.
| Naam                           | Auteur        | Verspreidingsgebied       |
| ------------------------------ | ------------- | ------------------------- |
| Phelsuma lineata bombetokensis | Mertens, 1964 | Noordwestelijk Madagaskar |
| Phelsuma lineata elanthana     | Krüger, 1996  | Centraal Madagaskar       |
| Phelsuma lineata lineata       | Gray, 1842    | De rest van het areaal.   |
| Phelsuma lineata punctulata    | Mertens, 1970 | Noordelijk Madagaskar     |

## In gevangenschap
Vele madagaskardaggekko's worden in terraria gehouden om de bonte kleuren. De gekko's zijn in tegenstelling tot vrijwel alle andere gekko's overdag actief en hebben daardoor een hoge decoratieve waarde. Zoals alle madagaskardaggekko's heeft de gestreepte daggekko een matig vochtig, dicht beplant terrarium nodig met liefst enkele bloeiende bloemen voor de nectarvoorziening, maar honing of speciale preparaten zijn een goed alternatief.